# Советский Союз (журнал)
«Советский Союз» — советский ежемесячный иллюстрированный общественно-политический журнал, издававшийся в Москве в 1930—1991 годах. 
Выпускался на русском (1930-1941, 1949-1991), английском (1930-1991), немецком (1930-1991), французском (1930-1991), испанском (1938-1991), китайском (1950-1991), корейском (1953-1991), японском (1955-1991), арабском (1956-1991), сербскохорватском (1956-1991), урду (1956-1991), хинди (1956-1991), финском (1957-1991), румынском (1964-1991), венгерском (1958-1990), монгольском (1967-1991), бенгальском (1968-1991), вьетнамском (1958, 1968-1991), итальянском (1969-1991), португальском (1979-1991), тамильском (1987-1990) и греческом (1989-1990) языках и распространявшийся в СССР и за рубежом. Перевод на иностранные языки осуществлялся в издательстве «Прогресс» (Москва, Зубовский бульвар, 17).
В качестве приложения к журналу издавались журналы «Спорт в СССР» и «Миша». Основанный М. Горьким, до 1950 года журнал назывался «СССР на стройке».

## Деятельность
Журнал «Советский Союз» публиковал статьи о событиях внутренней жизни СССР и его внешней политике, носившие ярко выраженный пропагандистский характер, показывавшие среди прочего преимущества жизни в СССР. Рубрики журнала:
- «Почта. Письма, фотографии, рисунки» — письма читателей и ответы редакции на них
- «Обо всём» — краткие заметки о примечательных событиях в СССР
- «Девочкам и мальчикам» — для детей
- «Спорт» — статьи о советском спорте и спортсменах
- «Страницы истории» — статьи об истории Советского Союза и России
- «От совместных строек к совместным предприятиям» — статьи о сотрудничестве СССР с другими странами

7 января 1980 года журнал был награждён Орденом Ленина «за большую работу по освещению советского образа жизни, внутренней и международной политики КПСС и Советского государства, пропаганде идей мира, социальной справедливости, дружбы и сотрудничества между народами».
В 1992 году журнал перестал издаваться.
В то же время Российская коммунистическая рабочая партия начала выпуск одноимённого непериодического партийного журнала, в 2000-х — 2010-х годах выпускается по 1 номеру в год.

## Редакционная коллегия
В разные годы в журнале сотрудничали:
В. Н. Благодетелев, А. М. Данилевич, А. А. Житомирский, А. И. Аджубей, Г. А. Колодный, Ю. Д. Королёв, Ю. Л. Котлер, И. М. Лядов, А. П. Нилин (1991), О. Д. Спасский, С. С. Шаболдин, М. В. Шпагин.